# Gerfried Schellberger
Gerfried Schellberger (* 1. März 1918 in Arnau, Königreich Böhmen; † 22. Juni 2008 in Öhningen) war ein deutscher Maler und Autor. 
Schellberger wuchs in Komotau im Erzgebirge auf. Er absolvierte 1937 mit Auszeichnung das Goethe-Gymnasium, in welcher sein Vater Ludwig Christoph Schellberger als Professor tätig war. Ab 1938 studierte an der Karls-Universität Prag, sein Studium musste er jedoch 1939 nach der Einberufung zur Wehrmacht abbrechen. Im Zweiten Weltkrieg kämpfte er an der Ost- und der Westfront und saß von 1945 bis 1947 in französischer Kriegsgefangenschaft. 1947 schloss er seine Lehre als Keramiker bei Heinz Detlef Wüpper ab. 1949 zog er schließlich zu seiner Verlobten Emmi Goldrun, einer Lehrerin, nach Nieder-Modau in Südhessen.
In Nieder-Modau schloss er sein Studium am Pädagogischen Institut in Darmstadt nach anderthalb Jahren mit dem Examen für das Lehramt an Volks- und Mittelschulen ab. 1953 heiratete er seine Verlobte und zog 1956 mit ihr an den Bodensee. Neben seiner Lehrtätigkeit arbeitete er an seiner Kunst. 1978 erfolgten dann seine ersten größeren Ausstellungen im In- und Ausland. Nachdem er 1981 pensioniert worden war, arbeitete er wieder mit Ton und veröffentlichte mehrere Bücher, darunter die seines 1947 verstorbenen Bruders.

## Werke
- Der einsame Weg, 1986
- Sudetendeutscher Totentanz 1945–1947, 1991
- Schicksal und Liebe, 1997
- Märchen und Geschichten, 1999
- Die Rosenlieder, 1989

## Auszeichnungen
- 1999: Adalbert-Stifter-Medaille der Sudetendeutschen Landsmannschaft für sein Gesamtlebenswerk